# Мадисон (Иллинойс)
Ма́дисон (англ. Madison) — город, расположенный в округах Мадисон и Сент-Клэр (штат Иллинойс, США) с населением в 4545 человек по статистическим данным переписи 2000 года.

## География
По данным Бюро переписи населения США город Мадисон имеет общую площадь в 19 квадратных километров, при этом водные ресурсы в черте города занимают 0,7 квадратных километров (3,71 % от всей площади города).

## Демография
По данным переписи населения 2000 года в Мадисоне проживало 4545 человек, 1117 семей, насчитывалось 1881 домашнее хозяйство. Средняя плотность населения составляла около 250,3 человека на один квадратный километр. Расовый состав Мадисона по данным переписи распределился следующим образом: 55,36 % белых, 42,13 % — чёрных или афроамериканцев, 0,29 % — коренных американцев, 1,17 % — представителей смешанных рас. Испаноговорящие составили 1,96 % от всех жителей города.
Из 1881 домашнего хозяйства в 29,8 % — воспитывали детей в возрасте до 18 лет, 31,2 % представляли собой совместно проживающие супружеские пары, в 22,0 % семей женщины проживали без мужей, 40,6 % не имели семей. 34,9 % от общего числа семей на момент переписи жили самостоятельно, при этом 14,7 % составили одинокие пожилые люди в возрасте 65 лет и старше. Средний размер домашнего хозяйства составил 2,42 человека, а средний размер семьи — 3,13 человека.
Население города по возрастному диапазону по данным переписи 2000 года распределилось следующим образом: 29,8 % — жители младше 18 лет, 8,6 % — между 18 и 24 годами, 26,8 % — от 25 до 44 лет, 19,2 % — от 45 до 64 лет и 15,5 % — в возрасте 65 лет и старше. Средний возраст жителей составил 34 лет. На каждые 100 женщин в Мадисоне приходилось 96,0 мужчин, при этом на каждые сто женщин 18 лет и старше приходилось 88,4 мужчин также старше 18 лет.
Средний доход на одно домашнее хозяйство в городе составил 24 828 долларов США, а средний доход на одну семью — 29 926 долларов. При этом мужчины имели средний доход в 27 363 долларов США в год против 21 250 долларов среднегодового дохода у женщин. Доход на душу населения в городе составил 13 090 долларов в год. 19,6 % от всего числа семей в населённом пункте и 24,0 % от всей численности населения находилось на момент переписи населения за чертой бедности, при этом 35,4 % из них были моложе 18 лет и 12,0 % — в возрасте 65 лет и старше.